# Ceratozamia latifolia
Ceratozamia latifolia är en kärlväxtart som beskrevs av Friedrich Anton Wilhelm Miquel. Ceratozamia latifolia ingår i släktet Ceratozamia och familjen Zamiaceae. IUCN kategoriserar arten globalt som starkt hotad. Inga underarter finns listade i Catalogue of Life.